# Timecop 2: La decisión de Berlín
Timecop 2: The Berlin Decision (también conocida como Timecop: The Berlin Decision y Timecop 2 ) es una película de acción de ciencia ficción cyberpunk estadounidense de 2003 directa a video dirigida por Steve Boyum . La película está basada en el cómic del mismo nombre de Mike Richardson y Mark Verheiden, y es una secuela de Timecop de 1994, protagonizada por Jean-Claude Van Damme . La película está protagonizada por Jason Scott Lee, con un reparto secundario formado por Thomas Ian Griffith, Mary Page Keller y John Beck . La película fue lanzada en DVD y VHS en los Estados Unidos el 30 de septiembre de 2003. Es la segunda entrega de la serie de películas <i id="mwHQ">Timecop</i> . La película presenta nuevos personajes y se desarrolla veintiún años después de la película anterior. 

## Trama
En 2025, la tecnología de viajes en el tiempo ha mejorado considerablemente; La Time Enforcement Commission (TEC), la agencia que monitorea los viajes en el tiempo, aún mantiene seguro el pasado y después de los eventos de la película anterior, se establece la Society for Historical Authenticity (SHA) para garantizar que el personal de TEC no altere la historia . Sin embargo, el líder de la Sociedad, Brandon Miller, cree que tiene la responsabilidad de cambiar la historia basándose en una "obligación moral de corregir los errores del pasado" y planea hacerlo viajando de regreso a Berlín en 1940 y matando a Adolf Hitler . El agente de TEC Ryan Chang es enviado de regreso para detenerlo, pero en la pelea resultante, la esposa de Miller, Sasha, parte de SHA, termina muerta. Miller es encarcelado en la Penitenciaría Mundial por intentar cambiar la historia y Ryan Chang comienza a arrestar a los amigos cercanos de la sociedad de Miller. En Atlantic City en 1895, Ryan impide que Frank Knight, miembro de SHA, robe a Andrew Carnegie . Knight acusa al TEC de ser asesinos cuando lo ejecutan. A Ryan lo atormentan los recuerdos de cuando su padre, Josh, murió de un aneurisma cerebral en 2002. Josh estaba dando una conferencia sobre viajes en el tiempo en la Universidad del Sur de California y tuvo un acalorado debate sobre la moralidad de alterar la historia.El agente de TEC Douglas hace contacto físico ilegalmente con su yo más joven y de repente se fusionan, lo que hace que el agente desaparezca de la existencia. Sin que el agente exista, un asociado clave de Brandon Miller no es arrestado y Miller puede salir de prisión por un tecnicismo. Miller se propone eliminar a todos los agentes de TEC viajando en el tiempo y matando a sus antepasados, haciendo que parezca que los agentes nunca existieron. Miller podría entonces cambiar la historia con impunidad ya que no había nadie que lo detuviera. Al final, Ryan es el único agente que queda y tiene que detener a Miller.

Ryan se abre camino entre los alborotadores en la Penitenciaría Mundial y mata a un recluso que le guarda rencor en su camino para enfrentarse a Miller, pero no puede convencerlo de que lo que quiere hacer está mal. De vuelta en su tiempo presente, Ryan encuentra cambios en la historia; Doc está más irascible porque su marido "murió en la guerra". Cuando regresa a la Penitenciaría Mundial, Miller nunca estuvo allí. Ryan, cada vez menos capaz de sobrevivir a todos estos saltos en el tiempo, regresa nuevamente al 2025. Esta vez, el mundo es aún más diferente debido a la interferencia de Miller: los padres de Ryan fueron "muertos en la guerra", Doc fue ejecutado por intentar salvar a su marido y O'Rourke lleva un parche en el ojo y nunca ha oído hablar de Hitler.
A Ryan se le entrega un rastreador que le permite seguir a Miller saltando tras sus saltos en el tiempo. Es enviado a 1881 e impide que Miller mate a un antepasado llamado Jason en Springfield, Texas, luego lo persigue hasta 1929, donde salva a Frances en un restaurante chino. En un club nocturno en 1988, Ryan se avergüenza de ver a sus jóvenes padres bailando en la discoteca y aleja a Miller de ellos. Miller dispara a Ryan, pero la bala es detenida por el reloj de bolsillo que le legó su padre. Volviendo a su propia época, donde las cosas han vuelto a la normalidad, se da cuenta de que su padre murió cuando Miller intentó matar a Ryan a los 11 años. Apenas sobreviviendo a otro salto en el tiempo, Ryan va a la Universidad del Sur de California el 7 de mayo de 2002.El estudiante que no estaba de acuerdo con Josh era un joven Brandon Miller. Josh intenta evitar que el Miller mayor mate a Ryan, pero es asesinado por una de las armas de Miller que induce aneurismas cerebrales. El Ryan mayor interviene, amenazando con borrar la existencia de Miller matando a su yo más joven. El Miller mayor se burla de Ryan acusándolo de estar hipócritamente dispuesto a cambiar la historia. Lo provoca a pelear, observado por el joven Miller, el joven Ryan y su madre, y Sasha. Cuando Ryan tiene a Miller a su merced, le dice al joven Miller que “no tiene por qué ser así. Puedes cambiar todo esto”. Ryan y Miller luego desaparecen, lo que sugiere que el joven Miller cambió de opinión. En 2025, los colegas de Ryan que fueron borrados por Miller están de regreso, aunque Doc todavía se niega a salir con Timecops y Ryan parece conservar sus recuerdos de los cambios que realizó Miller.

## Recepción
Escribiendo en Ain't It Cool News, Scott Foy dijo: "Honestamente, no puedo decidir si recomendar la película o no. Juro que hay momentos en esta película en los que quieres reírte y golpearte la cabeza contra la pared". de frustración al mismo tiempo".  BeyondHollywood.com escribió: "Así que apaga tu cerebro y disfruta del viaje. Timecop 2 es definitivamente mejor que el primero, incluso si todavía no tiene ningún sentido". 